# PC-FX
Il PC-FX (ピーシー エフエックス?, Pī Shī Efu Ekkusu) è una console a 32 bit prodotta da NEC. Annunciata nel maggio del 1992, in occasione dell'anniversario della fondazione di Hudson Soft, come successore del PC Engine, la piattaforma fu commercializzata a partire dal 1994 fino al 1998, anno del ritiro di NEC dal mercato delle console.

## Storia
La macchina venne presentata in Giappone il 23 dicembre 1994. Il PC-FX utilizza esclusivamente CD-ROM a differenza del PC Engine che utilizzava le cartucce HuCard (se non era installato il lettore di CD).
La commercializzazione del PC-FX fu interrotta all'inizio del 1998; al momento dell'interruzione il PC-FX aveva venduto circa 400 000 unità.

## Caratteristiche
La console ha una forma simile a quella di un personal computer, nello specifico un computer in un case Tower, mentre in quel periodo la maggior parte delle console concorrenti erano inserite in case piatti in modo da poter essere agevolmente posizionate vicino agli altri elettrodomestici.
Il controller è un joypad simile a quello utilizzato dal Sega Mega Drive, ma con molti più pulsanti. Un'altra caratteristica interessante erano le tre porte di espansione della macchina. Le porte di espansione in questo genere di macchine sono abbastanza inusuali dato che la loro inclusione ha un costo, ma la maggior parte degli utenti non ha necessità di espandere le potenzialità delle console e quindi in sostanza si innalza il costo della console senza fornire un servizio migliore all'utente.

## Videogiochi

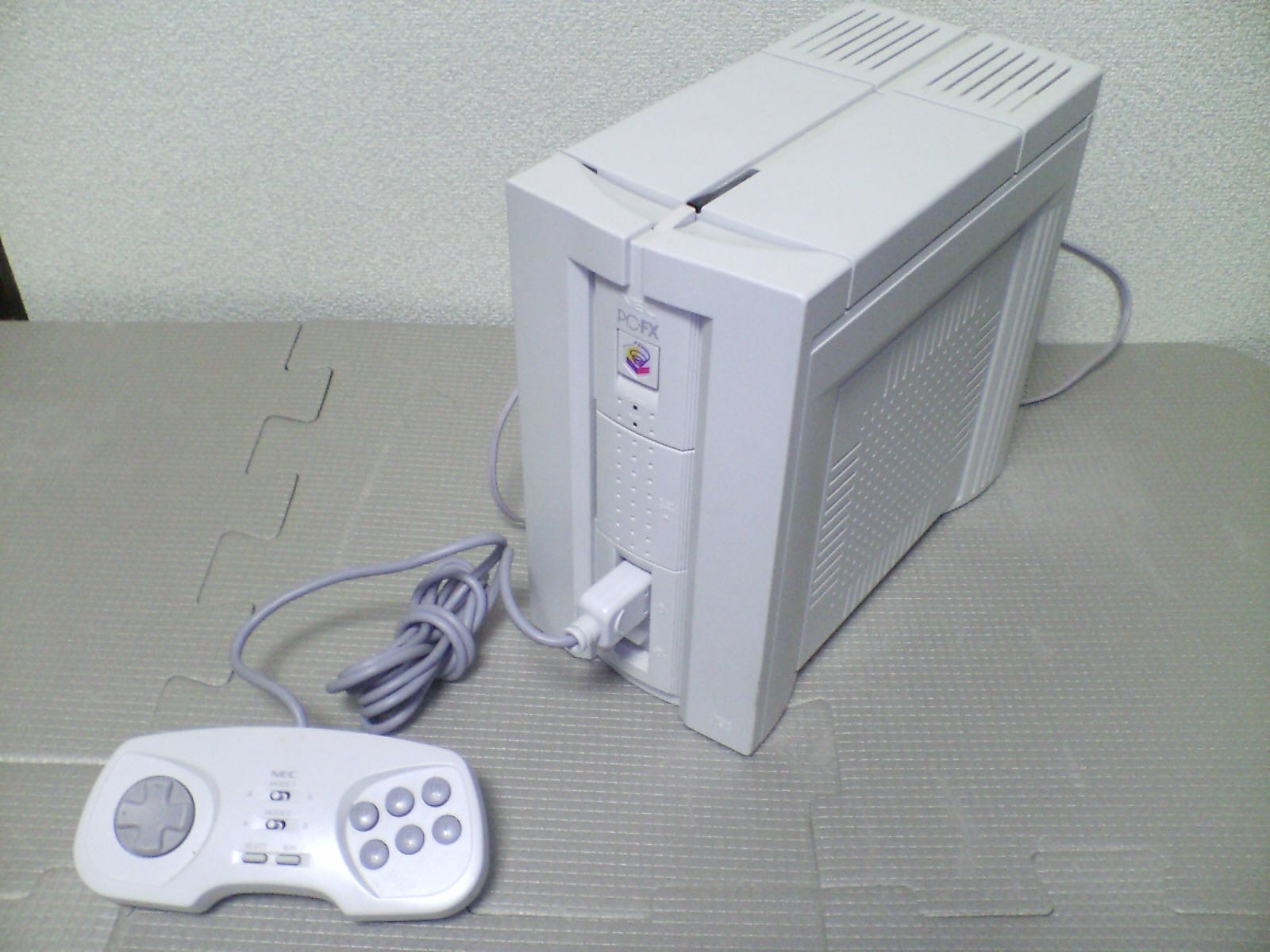
PC-FX

Per la console sono stati commercializzati 62 giochi. I titoli del lancio commerciale iniziale erano Graduation 2: Neo Generation FX, Battle Heat e Team Innocent il 23 dicembre 1994, mentre l'ultimo gioco commercializzato è stato First Kiss Story il 24 aprile 1998. La console e i giochi furono commercializzati solamente in Giappone. Un certo numero di dischi demo furono venduti insieme a riviste, e permettevano all'utente di giocare con la demo in un PC-Engine dotato di CD o con il PC-FX.
Non c'erano protezioni contro la copia in nessuno dei giochi per il PC-FX. Questo fu deciso dal momento che ai tempi in cui fu venduta la console l'alto prezzo dei CD vuoti e dei masterizzatori per CD-R rendeva non conveniente la pirateria.
Gran parte dei giochi sono simulatori di appuntamenti incomprensibili a chi non parla giapponese, ma la rivista britannica Retro Gamer ha tentato comunque una selezione dei dieci più grandi giochi per PC-FX: Battle Heat, Chip Chan Kick!, Der Langrisser FX, Kishin Doji Zenki: Vajura Fight, Tyoushin Heiki Zeroigar, Farland Story FX, Last Imperial Prince, Tengai Makyo Karakuri Kakutoden, Fire Woman Matoigumi, Dragon Knight 4.

## Specifiche tecniche

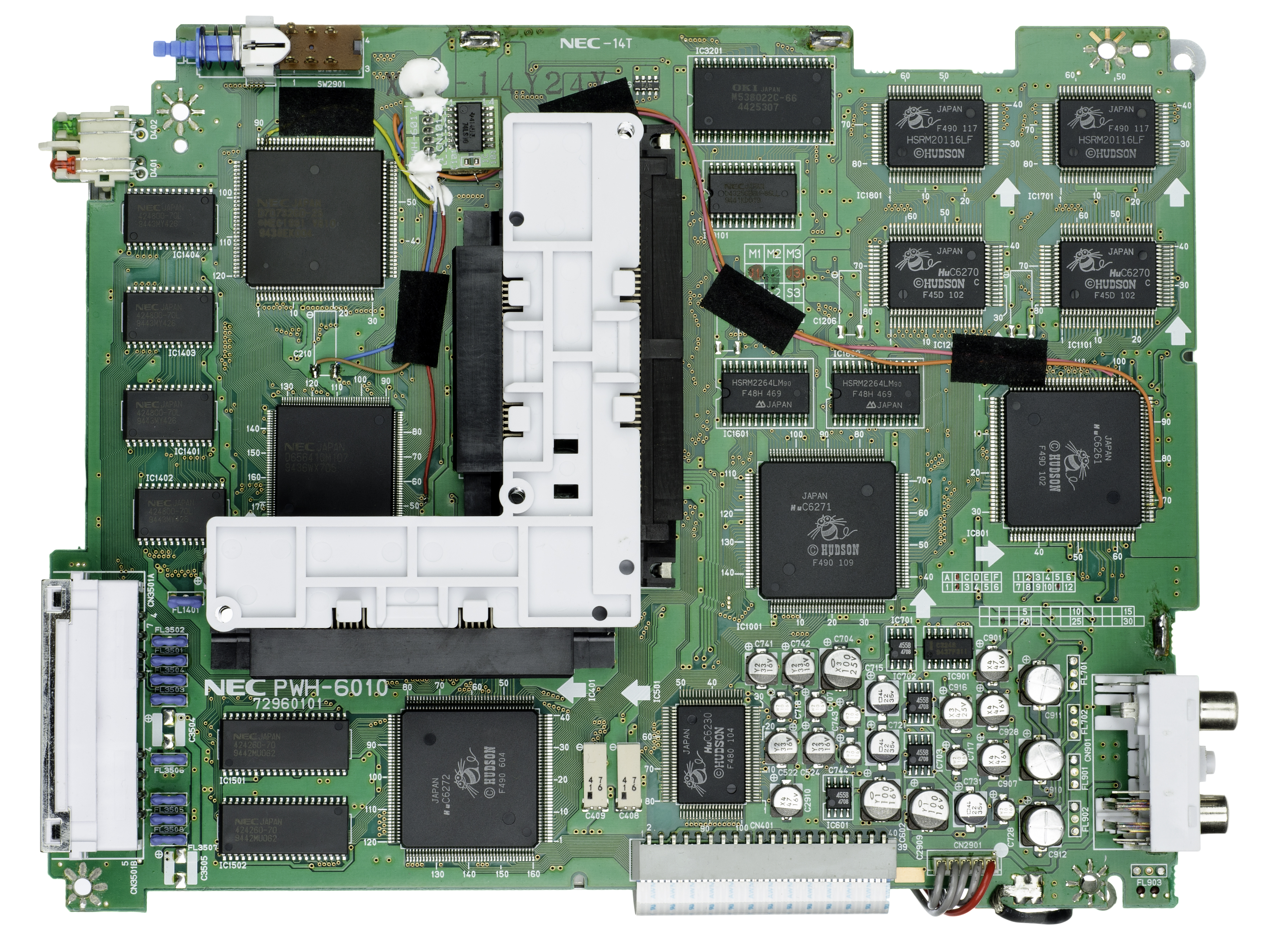
Scheda madre

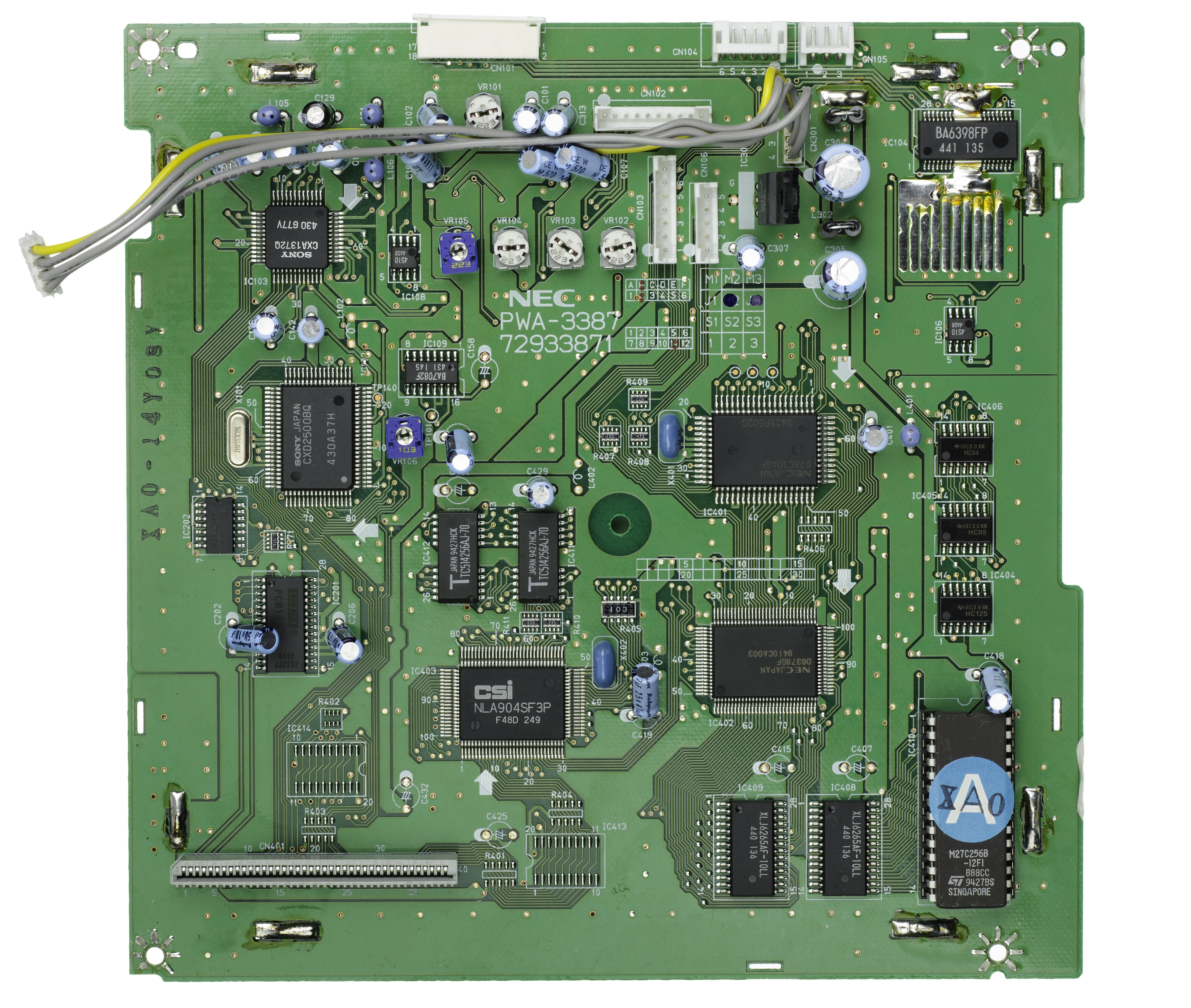
Daughterboard

CPU32-Bit NEC V810 RISC con clock a 21.5 MHz, 15.5 MIPS
CD-ROM Drive2X CD-ROM, 300KB / Sec
Memoria2 MB di memoria RAM principale
1 MB di memoria RAM condivisa (per i generatori degli sfondi, DMA del CD-ROM, decoder di movimento e ADPCM)
256 KB di memoria video dedicata (VRAM) (per il chip HuC6270)
1 MB ROM per il sistema operativo
256 KB di Buffer per il CD
32 KB di RAM per back-up
Video
Formato interno dei colori: Y'UV digitalizzato (non YCbCr)
Massimo numero di colori a video: 16,777,000
Risoluzioni: 256x240p, 341x240p, 256x480i, 341x480i
6 livelli di sfondi
2 livelli di sprite
1 livello di decodificazione di movimento generato da dati simil-JPEG o codificati-RLE
Uscita video: Composito e S-Video
Sonoro16-Bit Stereo CD-DA
2 canali ADPCM fino a ~31.5 kHz con panning sinistro/destro
6 canali di campionamento a 5-bit con il panning sinistro/destro
Uscita audio: × 2 RCA
Porte d'espansione1 slot d'espansione di IO SCSI (sul retro), RAM per Backup - 1 Slot per schede FX-BMP (sul Fronte), 1 slot d'espansione 3D VPU (in cima)
Periferiche di Input
FX-PAD - 6 bottoni, 2 interruttori(gestiti via software) Gamepad Controller, FX-MOU - Mouse a 2 tasti
Accessori
FX-BMP - Scheda 128KB+ RAM di backup con 2 pile AAA, FX-SCSI - L'adattatore permette a un PC di usare il PC-FX come CD-ROM SCSI 2X